# Halime Sultan
Ne doit pas être confondu avec Halime Hatun.
Halime Sultan (1576 -après 1623) est une concubine du sultan ottoman Mehmed III et la mère du sultan Moustafa Ier.
Assurant la régence au nom de son fils en tant que sultane validé, elle co-dirigea de facto l'Empire ottoman du 22 novembre 1617 au 26 février 1618 et du 19 mai 1622 au 10 septembre 1623.
Elle fut l'une des personnalités féminines les plus influentes de l'Empire Ottoman durant l'époque connue sous le nom de Sultanat des femmes.

## Jeunesse
D'origine géorgienne,, Halime Sultan entre au harem du futur sultan Mehmed, alors que celui-ci n'est encore que prince et gouverneur de la ville de Saruhan (aujourd'hui Manisa). Après la mort du sultan Mourad III en 1595, Halime se rend à Constantinople avec Mehmed et son fils Mahmud. Ce dernier rencontre rapidement un certain succès auprès du corps militaire des janissaires. Halime, de son côté, n'a pas les faveurs de sa belle-mère Safiye Sultan, qui assure une sorte de régence du pouvoir, et semble encore maintenue à l'écart.
A la fois superstitieuse et anxieuse de sa situation, Halime Sultan envoie un message à une voyante afin de savoir si son fils deviendrait un jour le prochain sultan et combien de temps encore son mari régnerait. La voyante lui répond, mais le message est intercepté par Abdürrezzak Agha, le chef des eunuques noirs du harem impérial. Ce dernier transmet le message au sultan Mehmed et à sa belle-mère Safiye. Dans son message, la voyante affirme que Mehmed va mourir dans les six prochains mois sans préciser de quelle manière, et que son fils deviendra le prochain sultan.
Poussé par sa mère Safiye, Mehmed fait exécuter Mahmud, qui ne savait pourtant rien des agissements de sa mère.
Certains partisans de Mahmud, soupçonnés d'être impliqués dans cette affaire, sont également jetés à la mer. Conformément aux prévisions de la voyante, Mehmed meurt cependant six mois plus tard et son fils Ahmed Ier prend alors sa succession.
Comme de coutume, Mustafa et sa mère Halime Sultan sont envoyés au Vieux Palais ; au cours du règne d'Ahmed son allocation est de 100 aspres par jour.

## Sultane validé

### Premier mandat
Lorsque Mustafa monte sur le trône en 1617, Halime devient sultane validé ainsi que la régente officielle de l'Empire ottoman.
Comme personne n'imaginait que Moustafa Ier, qui souffrait de graves problèmes émotionnels, puisse devenir un jour sultan, elle n'avait pas bénéficié d'une positon importante au sein du harem. Désormais au sommet du pouvoir en tant que sultane validé, elle exerce directement le pouvoir au nom de son fils, dont la compétence et la stabilité mentale interrogent en haut lieu.Cette situation profite à Halime qui dispose, en tant que régente, d'un prestige qu'elle n'avait pas auparavant. En tant que sultane validé, elle reçoit également une dotation de 3 000 aspres.
Habile politicienne, elle se rapproche de l'homme d'état Kara Davud Pacha et forge une alliance avec lui. Cependant, étant donné que le premier règne de Moustafa n'a duré que trois mois, elle semble ne pas avoir plus exploité cette relation après l'avoir nommé grand vizir. L'une des rares alliances politiques que la sultan validé peut réellement forger est celle avec le porte-épée de son fils, Mustafa Agha, un officier de haut rang de l'intérieur du palais, qui reçoit le poste prestigieux et stratégiquement vital de gouverneur d'Égypte à condition qu'il épouse la nourrice du sultan. Quelques mois plus tard, le pacha est invité à Constantinople en tant que nouveau grand vizir,,.

### Règne d'Osman
En 1618, Moustafa Ier est détrôné en raison de son état mental fragile et son neveu Osman II monte sur le trône. Il est renvoyé aux kafes et sa mère Halime Sultan au Vieux Palais. Lors de sa retraite au Vieux Palais, elle ne reçoit que 2000 aspres par jour, alors que sa belle-mère, Safiye, qui est encore en vie, en reçoit 3000.
Une fois arrivé au pouvoir, Osman II montre rapidement des signes de faiblesse, ceci dû à l'absence flagrante d'une base de pouvoir féminin dans le harem, ce dont va profiter Halime Sultan. De 1620 jusqu'à la mort d'Osman, une gouvernante (daye hatun) est certes nommée en tant que remplaçante valide, mais elle ne peut contrebalancer l'ingéniosité d'Halime Sultan qui intrigue depuis l'ancien palais.

### Deuxième mandat
Cherchant à contrebalancer l'influence des janissaires, qui font partie des soutiens politiques d'Halime, le sultan Osman II fait fermer leurs cafés et commence à planifier la création d'une nouvelle armée composée de sekbans anatoliens dont il pourrait s'assurer la fidélité. Cette décision provoque un soulèvement de la part des janissaires. Avec le soutien d'Halime Sultan, des janissaires rebelles pénètrent par effraction dans le palais impérial, libèrent Moustafa de son emprisonnement. Le 18 mai 1622, Osman est destitué et Moustafa est acclamé comme le nouveau sultan. Halime Sultane, redevient officiellement la sultane validé.
Redevenue influente, Halime Sultane est alors consultée par les janissaires concernant les décisions à prendre et les hommes d'état à nommer. Sur ses conseils, c'est ainsi son gendre, Kara Davoud Pacha, qui devient le grand vizir.
Cependant, les nouveaux maîtres du pouvoir ne se sentent pas complètement en sécurité tant qu'Osman II est encore en vie. Sur les ordres du nouveau grand vizir, Osman II est étranglé le 20 mai 1622 dans sa prison de Yedikule à Constantinople,,.

### Intronisation de Mourad
Après la mort d'Osman, le gouverneur général d'Erzurum, Abaza Mehmed Pacha, décide de marcher sur Constantinople avec ses troupes afin de régler leurs comptes aux meurtriers d'Osman II.
Face à cette menace, le grand vizir Kara Davud Pacha est alors désigné comme bouc émissaire et est exécuté pour tenter de modérer le mécontentement et calmer les rébellions qui s'accumulent dans l'empire. Cette décision s'avère cependant vaine. Malgré les offres faites par les émissaires venus à sa rencontre, Mehmed Pacha continue son avance sur la capitale.
Face à la crise qui s'aggrave de plus en plus, les religieux et le nouveau grand vizir Kemankeş Kara Ali Pacha demandent à Halime Sultane d'accepter la déposition de son fils en faveur de Şehzade Mourad, onze ans, le fils aîné survivant d'Ahmed Ier. Halime accepte, à la condition que son fils soit épargné. Sa demande est finalement acceptée. Détrôné, Moustafa est envoyé à nouveau en prison.

## Décès
Halime Sultan meurt après 1623 et est enterrée dans le mausolée de son fils au sein de la mosquée Sainte-Sophie à Constantinople,.

## Enfants
Avec Mehmed, Halime Sultane a eu quatre enfants :
Fils
- Şehzade Mahmud : Né en 1587 dans le palais de Manisa et exécuté sur ordre de Mehmed III le 7 juin 1603, il est enterré au mausolée de Şehzade Mahmud dans la mosquée de Şehzade[17].
- Mustafa : né en 1600 ou 1601 au palais de Topkapi à Constantinople, il devient sultan sous le nom de Moustafa Ier. Décédé le 20 janvier 1639 au palais Eski. Il est inhumé au mausolée Moustafa Ier dans la mosquée Sainte-Sophie.

Filles
- Hatice Sultan, mariée d'abord en 1604 à Damat Mirahur Mustafa Pacha, puis mariée en 1612 à Damat Mahmud Pacha, fils de Cigalazade Sinan Pacha, morte peu après[19]
- Şah Sultan, mariée en 1604 à Damat Kara Davud Pacha, futur grand vizir[19]

## Dans la culture populaire
Dans la série télévisée Muhteşem Yüzyıl: Kösem diffusée en 2015, Halime Sultan est interprétée par l'actrice turque Aslıhan Gürbüz.